# 4879 Zykina
4879 Zykina è un asteroide della fascia principale. Scoperto nel 1974, presenta un'orbita caratterizzata da un semiasse maggiore pari a 3,1639657 UA e da un'eccentricità di 0,0919577, inclinata di 10,29260° rispetto all'eclittica.